# Hospicij Cabañas
Hospicij Cabañas (šp. Hospicio Cabañas) u Guadalajari, glavnom gradu savezne države Jalisco (Meksiko), je jedan od najstarijih i najvećih hospicija u Latinskoj Americi. Kompleks je osnovao biskup Guadalajare 1791. godine kako bi u njemu smjestio radionicu, bolnicu, sirotište i ubožnicu. Ime je dobio po Juanu Ruizu de Cabañasu, koji je biskupovao od 1796. godine, a koji je zaposlio cijenjenog arhitekta iz grada Meksika, Manuela Tolsu, da sagradi kompleks. Tolsá je utemeljio svoj plan prema slavnim primjerima sličnih građevina iz prošlosti, kao što su Dom invalida u Parizu i El Escorial u blizini Madrida. 
Jednokatne građevine, visoke 7,5 metara, čine pravokutni plan promjera 164 x 145 m. Sve su građevine u istoj razini kako bi se "olakšalo kretanje bolesnih, starih i djece". Kapela je jedina visoka građevina, visoka 15 m s kupolom koja završava na visini od 32,5 m.
Nakon smrti Cabañasa 1823., izgradnja se nastavila do 1829. godine. Iako se koristila kao vojna baraka kratko vrijeme sredinom 19. stoljeća, hospicij je svojoj izvornoj namjeni služio sve do 1980. godine, kad se u njega uselio Cabañas insititut za kulturu s pripadajućim umjetničkim školama. Najznamenitiji dio unutrašnjosti je zbirka monumentalnih fresaka koje je od 1936. – 39. godine naslikao slavni meksički slikar José Clemente Orozco. Između ostalih, njegova freska u kupoli, „Izgarajući čovjek” (Hombre de fuego), se smatra remek-djelom meksičke umjetnosti.
Hospicij Cabañas je upisan na UNESCO-ov popis mjesta svjetske baštine u Sjevernoj Americi 1997. godine kao „izvanredan kompleks, jedinstven za svoje vrijeme, u kojemu je nekoliko neobičnih odlika sagrađeno s isključivom potrebom prilagodbe svojim stanarima; te zbog skladnog odnosa građevina i otvorenih prostora, jednostavnosti plana i svoje veličine”.
- Ulaz u kompleks
- Jedno od dvorišta
- Kapela hospicija straga
- Orozcova freska s prikazom osnivača hospicija, Juana Cruza Ruiza de Cabañasa
- Orozcov "Izgarajući čovjek" u kupoli

## Vanjske poveznice
- Službena stranica instituta  Arhivirana inačica izvorne stranice od 8. veljače 2010. (Wayback Machine)
- Fotografije na UNESCO-ovim službenim stranicama  Arhivirana inačica izvorne stranice od 5. veljače 2012. (Wayback Machine) (engl.)